# NGC 5489
NGC 5489 este o galaxie spirală situată în constelația Centaurul. A fost descoperită în 1 iulie 1834 de către John Herschel.